# Quinta do Conde
Quinta do Conde es una freguesia portuguesa del municipio de Sesimbra, con 14,22 km² de área y 16 567 habitantes (2001). Densidad: 1165,0 hab/km².
- Datos: Q2193043
- Multimedia: Quinta do Conde / Q2193043